# Мидзуно, Коки
Ко́ки Мидзу́но (яп. 水野 晃樹 Мидзуно Ко:ки, ромадзи Kōki Mizuno; род. 6 сентября 1985, Сидзуока) — японский футболист, правый полузащитник. Выступал в национальной сборной Японии.

## Карьера

### Клубная карьера
В 2004 году после окончания старшей школы Симидзу Мидзуно подписал контракт с командой Джей-лиги «ДЖЕФ Юнайтед Итихара Тиба». В 2006 году Коки был признан самым ценным игроком Кубка Японии.
В начале января 2008 года в шотландской прессе появились слухи, которые рассказывали о скором переходе Мидзуно в глазговский «Селтик». Позже данные пересуды были подтверждены исполнительным директором «кельтов» Питером Лоуэллом, заявившим, что японец присоединится к команде, как только получит разрешение на работу в Великобритании.
Но с первого раза в разрешении на работу Коки было отказано. Главный тренер «Селтика», Гордон Стракан подал апелляцию на это решение, причём в своём заявлении он напоминал про другого японского игрока, перебравшегося к «бело-зелёным» в 2005 году, Накамуре:
Сюнсукэ — безупречный игрок, лучший футболист, с которым я когда-либо работал. Игра Накамуры является своего рода синтезом лучших качеств двух великих шотландских футболистов — Далглиша и Маккалистера. Но мы сегодня говорим о другом японце — Мидзуно, который, обладая впечатляющим талантом и потенциалом, как мне кажется, сможет стать достойным последователем Накамуры".
В конце концов Коки получил разрешение на работу. 29 января 2008 года «Селтик» и Коки заключили соглашение о сотрудничестве. 18 июля этого же года Мидзуно дебютировал в составе «кельтов» в предсезонной игре «бело-зелёных» с «Саутгемптоном». 8 ноября Коки впервые вышел в матче шотландской Премьер-лиги против «Мотеруэлла», заменив Скотта Макдональда на 88-й минуте встречи.
21 декабря в игре с «Фалкирком» Мидзуно дебютировал в стартовом составе «кельтов». В этом же матче Коки открыл счёт своим голам за глазговцев, поразив ворота соперника на 90-й минуте матче, ассистентом в забитом мяче стал другой японец «Селтика» — Сюнсукэ Накамура. Это стало первым случаем в японском футболе, когда комбинация двух представителей «страны восходящего солнца», привело к забитому голу в неяпонском чемпионате.
Спустя неделю Коки вновь вышел в стартовом составе в матче дерби «Старой фирмы» против «Рейнджерс», в котором «Селтик» победил 1:0.
1 июля 2010 года по окончании своего контракта с «кельтами», Мидзуно покинул глазговский клуб. В тот же день было объявлено, что Коки возвращается на родину, где он подписал соглашение о сотрудничестве с командой «Касива Рейсол». 25 июля полузащитник дебютировал в составе «солнечных королей», появившись поле на замену в матче против своего первого «игрового» клуба — «ДЖЕФ Юнайтед Итихара Тиба». В том же поединке, получив тяжёлую травму связок колена, Мидзуно выбыл на весь остаток сезона. В 2011 году вместе с «Касива Рейсол» полузащитник стал чемпионом Японии.

#### Клубная статистика
| Клуб                      | Сезон                    | Чемпионат | Чемпионат | Кубок | Кубок | Кубок Лиги | Кубок Лиги | Клубный чемпионат мира | Клубный чемпионат мира | Международные кубки | Международные кубки | Итого | Итого |
| Клуб                      | Сезон                    | Игры      | Голы      | Игры  | Голы  | Игры       | Голы       | Игры                   | Голы                   | Игры                | Голы                | Игры  | Голы  |
| ------------------------- | ------------------------ | --------- | --------- | ----- | ----- | ---------- | ---------- | ---------------------- | ---------------------- | ------------------- | ------------------- | ----- | ----- |
| ДЖЕФ Юнайтед Итихара Тиба | 2004                     | 7         | 1         | 1     | 0     | —          | —          | —                      | —                      | —                   | —                   | 8     | 1     |
| ДЖЕФ Юнайтед Итихара Тиба | 2005                     | 25        | 3         | 2     | 1     | 5          | 0          | —                      | —                      | —                   | —                   | 32    | 4     |
| ДЖЕФ Юнайтед Итихара Тиба | 2006                     | 25        | 0         | 1     | 0     | 5          | 2          | —                      | —                      | —                   | —                   | 31    | 2     |
| ДЖЕФ Юнайтед Итихара Тиба | 2007                     | 29        | 9         | —     | —     | 5          | 0          | —                      | —                      | —                   | —                   | 34    | 9     |
| Всего за «ДЖЕФ Юнайтед»   | Всего за «ДЖЕФ Юнайтед»  | 86        | 13        | 4     | 1     | 15         | 2          | 0                      | 0                      | 0                   | 0                   | 105   | 16    |
| Селтик                    | 2008/09                  | 10        | 1         | —     | —     | —          | —          | —                      | —                      | —                   | —                   | 10    | 1     |
| Селтик                    | 2009/10                  | 1         | 0         | —     | —     | 1          | 0          | —                      | —                      | —                   | —                   | 2     | 0     |
| Всего за «Селтик»         | Всего за «Селтик»        | 11        | 1         | 0     | 0     | 1          | 0          | 0                      | 0                      | 0                   | 0                   | 12    | 1     |
| Касива Рейсол             | 2010                     | 1         | 0         | —     | —     | —          | —          | —                      | —                      | —                   | —                   | 1     | 0     |
| Касива Рейсол             | 2011                     | 10        | 0         | —     | —     | 1          | 0          | 2                      | 0                      | —                   | —                   | 13    | 0     |
| Касива Рейсол             | 2012                     | 14        | 0         | 3     | 0     | 2          | 0          | —                      | —                      | 1                   | 0                   | 20    | 0     |
| Всего за «Касива Рейсол»  | Всего за «Касива Рейсол» | 25        | 0         | 3     | 0     | 3          | 0          | 2                      | 0                      | 1                   | 0                   | 34    | 0     |
| Ванфоре Кофу              | 2013                     | 1         | 0         | —     | —     | 1          | 0          | —                      | —                      | —                   | —                   | 2     | 0     |
| Всего за «Ванфоре Кофу»   | Всего за «Ванфоре Кофу»  | 1         | 0         | 0     | 0     | 1          | 0          | 0                      | 0                      | 0                   | 0                   | 2     | 0     |
| Всего за карьеру          | Всего за карьеру         | 123       | 14        | 7     | 1     | 20         | 2          | 2                      | 0                      | 1                   | 0                   | 153   | 17    |

(откорректировано по состоянию на 3 апреля 2013)

### Сборная Японии
Мидзуно был членом молодёжной сборной Японии на мировом чемпионате среди молодёжных команд в 2005 году. На этом турнире он забил один гол, поразив ворота сверстников из Бенина.
Дебютировал Коки в составе первой сборной Японии 24 марта 2007 года, когда представители «страны восходящего солнца» в товарищеском матче встречались с Перу.
Принимал участие в Кубке Азии 2007, где сыграл два матча, выходя на замену.

#### Матчи и голы за сборную Японии
| № | Дата          | Место                                          | Оппонент   | Счёт | Голы Мидзуно | Соревнование                                |
| 1 | 24 марта 2007 | «Ниссан», Иокогама, Япония                     | Перу       | 2:0  | —            | Товарищеский матч                           |
| 2 | 1 июня 2007   | «Экопа», Сидзуока, Япония                      | Черногория | 2:0  | —            | Kirin Cup                                   |
| 3 | 13 июля 2007  | Национальный стадион «Май Дин», Ханой, Вьетнам | ОАЭ        | 3:1  | —            | Кубок Азии по футболу 2007 (финальные игры) |
| 4 | 16 июля 2007  | Национальный стадион «Май Дин», Ханой, Вьетнам | Вьетнам    | 4:1  | —            | Кубок Азии по футболу 2007 (финальные игры) |

Итого: 4 матча / 0 голов; 4 победы, 0 ничьих, 0 поражений.
(откорректировано по состоянию на 16 июля 2007)

#### Сводная статистика игр/голов за сборную
| Сборная          | Год              | Отборочные матчи ЧМ | Отборочные матчи ЧМ | Финальные матчи ЧМ | Финальные матчи ЧМ | Отборочные матчи КАЗ | Отборочные матчи КАЗ | Финальные матчи КАЗ | Финальные матчи КАЗ | Товарищеские матчи | Товарищеские матчи | Kirin Cup | Kirin Cup | Итого | Итого |
| Сборная          | Год              | Игры                | Голы                | Игры               | Голы               | Игры                 | Голы                 | Игры                | Голы                | Игры               | Голы               | Игры      | Голы      | Игры  | Голы  |
| ---------------- | ---------------- | ------------------- | ------------------- | ------------------ | ------------------ | -------------------- | -------------------- | ------------------- | ------------------- | ------------------ | ------------------ | --------- | --------- | ----- | ----- |
| Япония           | 2007             | —                   | —                   | —                  | —                  | —                    | —                    | 2                   | 0                   | 1                  | 0                  | 1         | 0         | 4     | 0     |
| Всего за карьеру | Всего за карьеру | 0                   | 0                   | 0                  | 0                  | 0                    | 0                    | 2                   | 0                   | 1                  | 0                  | 1         | 0         | 4     | 0     |

(откорректировано по состоянию на 16 июля 2007)

## Личная жизнь
Кэйта Судзуки, также играющий за сборную Японии, является двоюродным братом Коки.

## Достижения

### Командные достижения
«ДЖЕФ Юнайтед Итихара Тиба»
- Обладатель Кубка Японии (2): 2005, 2006

«Касива Рейсол»
- Чемпион Японии: 2011
- Обладатель Кубка Японии: 2012

### Личные достижения
- Самый ценный игрок Кубка Японии 2006